# 瓜子毛兰
瓜子毛兰（学名：Eria dasyphylla）为兰科毛兰属下的一个种。

## 扩展阅读
- 維基物種上的相關：瓜子毛兰